# 히가시와시노미야역
히가시와시노미야역(일본어: 東鷲宮駅, ひがしわしのみやえき)은 일본 사이타마현 구키시에 있는 철도역이다.

## 타는 곳
| 1(지상 1층) | ■ 우쓰노미야 선                              | 오야마・우쓰노미야・구로이소 방면     |
| 2(지상 2층) | ■ 우쓰노미야 선                              | 오미야・우에노 방면                   |
| 2(지상 2층) | ■ 쇼난 신주쿠 라인 (요코스카 선에 직결 운행) | 오미야・신주쿠・요코하마・오후나 방면 |

## 역세권 정보
- 와시노미야 신사(걸어서 약 30분 정도 걸림)

## 역사
- 1981년 4월 15일: 화물역으로 영업 개시.
- 1982년 6월 23일: 일반 여객역으로 영업 개시.
- 1986년 11월 1일: 화물역 업무를 폐지.

## 사진

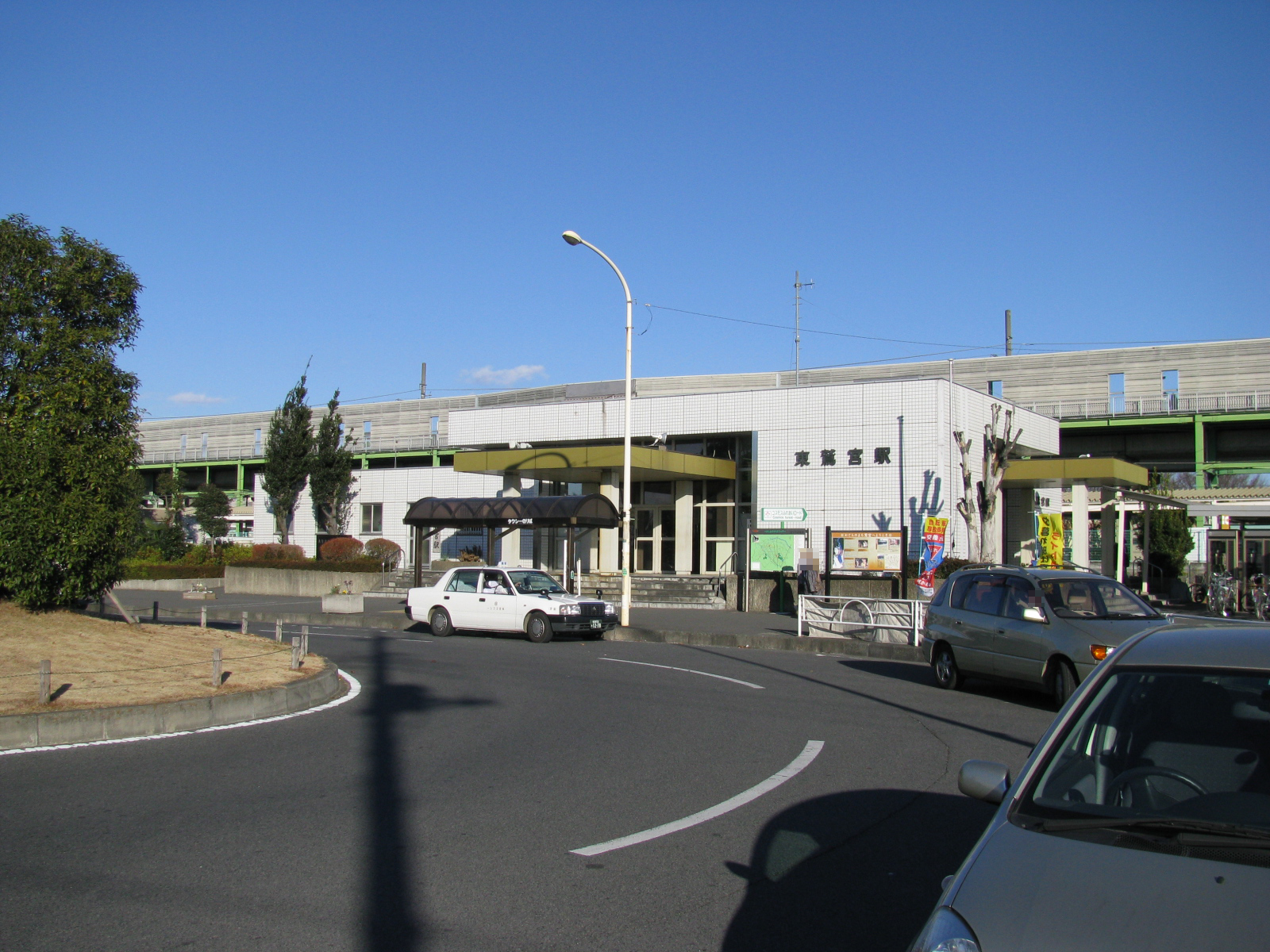
역사 모습

## 인접역
| 동일본 여객철도 도호쿠 본선 | 동일본 여객철도 도호쿠 본선 | 동일본 여객철도 도호쿠 본선 |
| --------------------------- | --------------------------- | --------------------------- |
| 구키 아타미 방면            | ■ 우쓰노미야 선 보통        | 구리하시 구로이소 방면      |
| 구키 즈시 방면              | ■ 쇼난 신주쿠 라인 보통     | 구리하시 우쓰노미야 방면    |